# Prionastrea scabra
Prionastrea scabra is een rifkoralensoort uit de familie van de Faviidae. De wetenschappelijke naam van de soort is voor het eerst geldig gepubliceerd door Friedrich Brüggemann.